# Třída Jacob van Heemskerck
Třída Jacob van Heemskerck je třída fregat nizozemského královského námořnictva. Skládá se z jednotek Jacob van Heemskerck (F 812) a Witte de With (F 813), postavených loděnicí Royal Schelde v De Schelde a zařazených do služby v roce 1986. Celá třída je protiletadlovou variantou fregat třídy Kortenaer. Jsou určeny zejména k velení protiponorkovým skupinám a jejich protiletadlové obraně. V roce 2005 byly obě fregaty prodány do Chile. Chilské námořnictvo je provozuje jako Almirante Latorre a Capitan Prat. Chilské námořnictvo je vyřadilo roku 2019.

## Stavba
Obě dvě fregaty této třídy postavila nizozemská loděnice Koninklijke Maatschappij de Schelde ve Flushingu.
Jednotky třídy Jacob van Heemskerck:
| Jméno                       | Spuštěna          | Dodání         | Status                                                                        |
| --------------------------- | ----------------- | -------------- | ----------------------------------------------------------------------------- |
| Jacob van Heemskerck (F812) | 5. listopadu 1983 | 15. ledna 1986 | Chilským námořnictvem provozována jako Almirante Latorre (14). Vyřazena 2019. |
| Witte de With (F813)        | 25. srpna 1984    | 17. září 1986  | Chilským námořnictvem provozována jako Captain Prat (11). Vyřazena 2019.      |

## Konstrukce

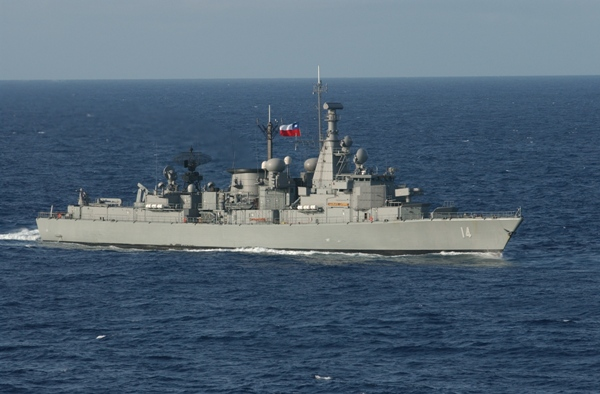
Almirante Latorre (14)

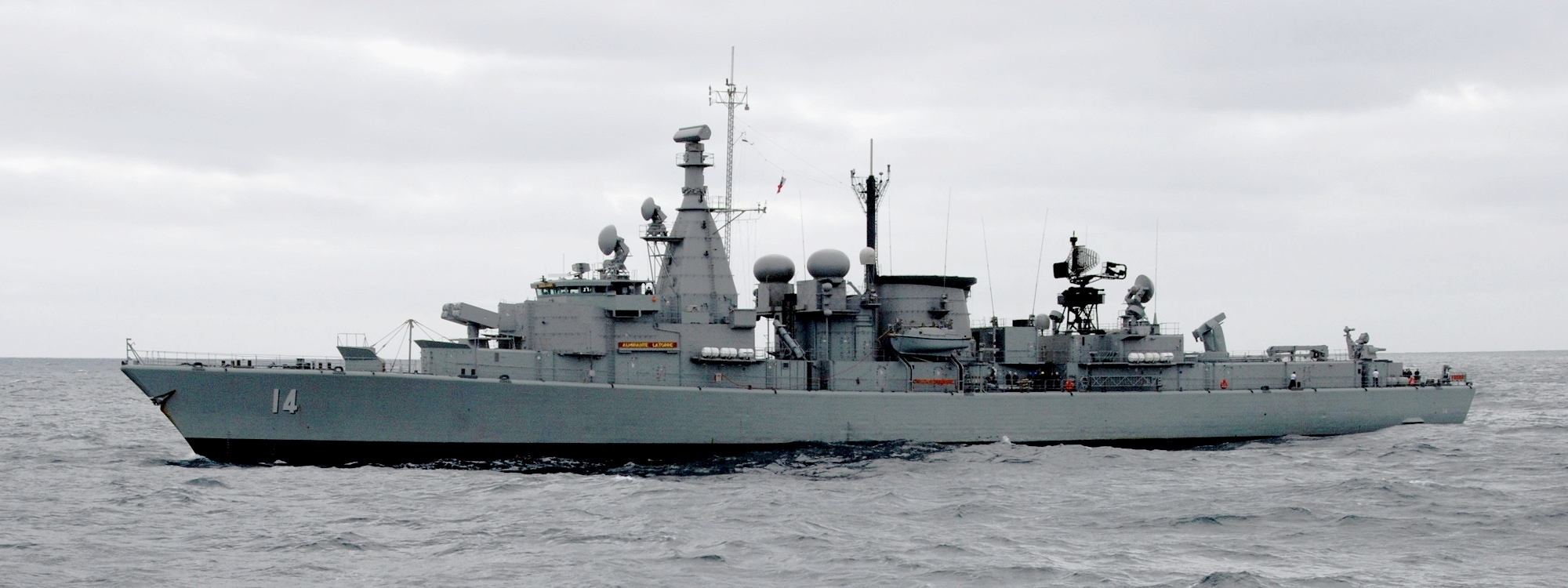
Almirante Latorre (14)

Hlavňovou výzbroj tvoří pouze jeden systém blízké obrany Goalkeeper CIWS s jedním rotačním kanónem ráže 30 mm. K ničení hladinových lodí slouží dva čtyřnásobné odpalovací kontejnery protilodních střel Boeing Harpoon s dosahem 120 kilometrů. K ničení vzdušných cílů slouží jednoduché vypouštěcí zařízení protiletadlových řízených střel Standard SM-1MR (třída Kortenaer nese na jeho místě hangár). Pro blízkou obranu proti letadlům a protilodním střelám slouží protiletadlové řízené střely Sea Sparrow, uložené v osminásobném kontejneru na přídi lodi. Lodě též nesou dva dvojité 324mm protiponorkové torpédomety. Na zádi je přistávací plocha pro jeden protiponorkový vrtulník, v Nizozemsku Lynx.
Pohonný systém je typu COGOG s dvojicí plynových turbín. Jedna je pro ekonomickou plavbu, zatímco druhá se připojí v bojové situaci. Fregaty dosahují nejvyšší rychlosti 30 uzlů.